# کایرومون

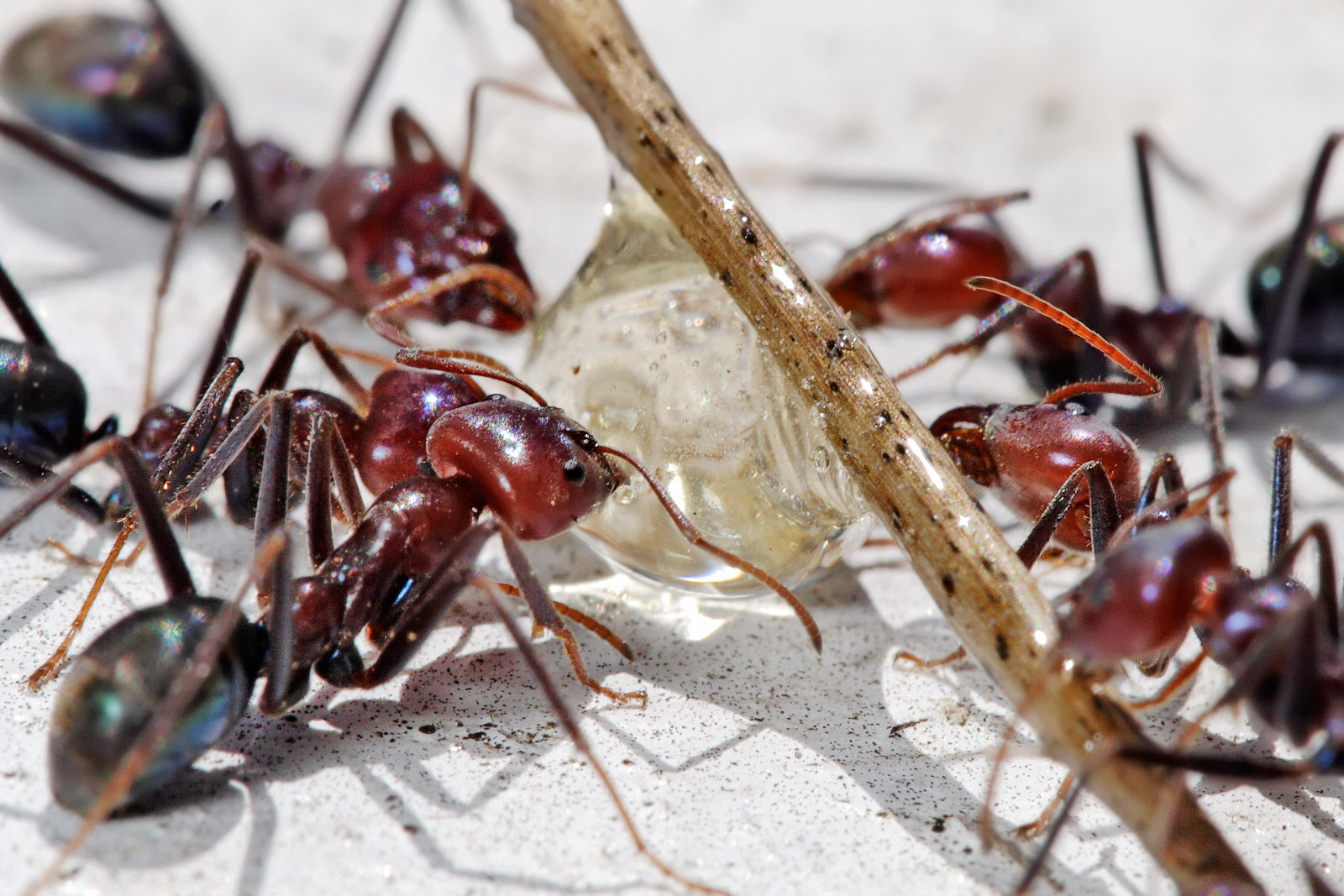
مورچه‌های گوشت‌خوار که از عسل تغذیه می‌کنند.

کایرومون (Kairomone) پیام شیمیایی را می‌گویند که به وسیله یک جانور منتشر می‌شود که فقط برای جاندارانی که آن را دریافت می‌کنند سودمند است و برای فرستندگان آن پیام سودی ندارد. این پیام‌ها به شکارچیان برای شناسایی شکار خود کمک می‌کنند.